# Comtat de la Viñaza
El Comtat de la Viñaza és un títol nobiliari espanyol creat el 22 de maig de 1872 pel rei Amadeu I a favor de Cipriano Muñoz y Ostaled.
Aquest Títol va ser elevat a la Grandesa d'Espanya el 15 de novembre de 1910 pel rei Alfons XIII, sent Cipriano Muñoz y Manzano el II comte de la Viñaza.

## Comtes de la Viñaza
|                      | Titular                                | Període              |
| Creació per Amadeu I | Creació per Amadeu I                   | Creació per Amadeu I |
| -------------------- | -------------------------------------- | -------------------- |
| I                    | Cipriano Muñoz y Ostaled               | 1872-1881            |
| II                   | Cipriano Muñoz y Manzano               | 1881-1933            |
| III                  | Carlos Muñoz de Laborde y Roca-Tallada | 1951-2001            |
| IV                   | Carlos Muñoz de Laborde y Bardín       | 2002-actual titular  |

## Història dels Comtes de la Viñaza
Cipriano Muñoz y Ostaled (1819-1881), I comte de la Viñaza.
Casat amb María Josefa Manzano. El succeí el seu fill.
Cipriano Muñoz y Manzano (1862-1933), II comte de la Viñaza.
Casat amb María de la Concepción Roca-Tallada y Castellano, Dama de la Reina Victòria Eugènia d'Espanya. El succeí, en 1951, del seu fill Carlos Muñoz y Roca-Tallada que s'havia casat amb Alejandra Laborde, el fill d'ambdós, per tant el seu net.
Carlos Muñoz de Laborde y Roca-Tallada (1914-2002), III comte de la Viñaza.
Casat amb Dolores Bardín y García de la Llave. El succeí el seu fill:
Carlos Muñoz de Laborde y Bardín (n. en 1944), IV comte de la Viñaza.